# Râul Târgului
Râul Târgului je lijeva pritoka rijeke Râul Doamnei u Rumunjskoj. Izvor mu je u blizini vrha Păpușa, u planinama Iezer. Ulijeva se u Râul Doamnei između Miceștija i Miovenija. Njegov gornji tok, uzvodno od ušća rijeke Bătrâna, također se zove Cuca. Duljina joj je 72 km, a površina porječja 1,096 km2.

## Pritoke
Sljedeće rijeke su pritoke Râul Târgului (od izvora do ušća):
- Lijeve: Lespezi, Valea lui Geantă, Valea Largă, Valea Calului, Valea Călușului, Mușuroaiele, Dobriașul Mare, Valea Poienii, Dobriașul Mic, Pârâul Maricăi, Valea Rumâneștilor, Poienari, Ruda, Drăghici, Mănăstirea, Argeșel
- Desne: Tambura, Frăcea, Bătrâna, Văcarea, Râușor, Valea Ursului, Bughea, Bratia

## Vanjske poveznice
|  | Zajednički poslužitelj ima još gradiva o temi Râul Târgului |